# Mycaranthes padangensis
Mycaranthes padangensis är en orkidéart som först beskrevs av Rudolf Schlechter, och fick sitt nu gällande namn av Friedrich Gustav Brieger. Mycaranthes padangensis ingår i släktet Mycaranthes och familjen orkidéer. Inga underarter finns listade i Catalogue of Life.